# Датоли (Козенца)
Датоли је насеље у Италији у округу Козенца, региону Калабрија.
Према процени из 2011. у насељу је живело 387 становника. Насеље се налази на надморској висини од 205 м.